# Tellinoidea
Super-famille
Familles de rang inférieur
- Donacidae Fleming, 1828.
- Psammobiidae Fleming, 1828.
- Scrobiculariidae H. et A. Adams, 1856.
- Semelidae Stoliczka, 1870.
- Solecurtidae Orbigny, 1846.
- Tellinidae Blainville, 1814.

Les Tellinoidea sont une super-famille de mollusques bivalves.

## Liste des familles
Selon ITIS (13 août 2010) :
- famille Donacidae Fleming, 1828
- famille Psammobiidae Fleming, 1828
- famille Scrobiculariidae H. & A. Adams, 1856
- famille Semelidae Stoliczka, 1870
- famille Solecurtidae Orbigny, 1846
- famille Tellinidae Blainville, 1814